# Елецкий Знаменский монастырь
Еле́цкий Зна́менский монасты́рь — женский монастырь Елецкой епархии Русской православной церкви, расположенный в городе Ельце Липецкой области.

## История

### Основание
Монастырь был основан на месте скита Троицкого мужского монастыря, устроенного в 1629 году на Каменной горе.
Трудами святителя Митрофана, епископа Воронежского, скит в 1683 году преобразован в женский монастырь.
В 1764 году Знаменский монастырь упразднили указом Екатерины II, однако монахини его не покинули.
В 1769 году во время большого пожара в Ельце, монастырь сгорел. На пепелище остались только две старицы, они жили в уцелевшем погребе и неустанно молились.
Постепенно росло число сестёр. В 1778 году в отшельническую обитель была принята будущая местночтимая блаженная затворница Мелания, великая подвижница, прожившая в монастыре 58 лет и скончавшаяся с затворе в 1836 году. Святитель Тихон, бывая в Ельце, навещал отшельницу. В 1779 году он последний раз посетил Елец, благословил монахинь и выбрал место для будущего каменного храма. В период с 1804 по 1813 годы велось строительство собора в честь иконы Пресвятой Богородицы «Знамение».
Монастырь оставался на нелегальном положении, но хлопоты ельчан о восстановлении обители не прекращались. Второе официальное открытие монастыря состоялось в 1822 году по указу императора Александра I. Были восстановлены строгие правила монашеского общежития, начато строительство колокольни, тёплой трапезной, новой кирпичной ограды вокруг монастыря с четырьмя башнями и тремя воротами. В 1841 году с южной стороны устроили спуск к святому источнику в виде широкой лестницы.
К 1861 году была завершена постройка трёхъярусной колокольни. К середине XIX века территория монастыря и принадлежавшие ей земли продолжали расширяться, обитель благоукрашалась.
К началу XX века в стенах монастыря проживало 400 человек, на его территории насчитывалось 150 построек.
Главными святынями обители стали чудотворный образ Пресвятой Богородицы «Знамение» и образ Христа Спасителя, благополучно сохранившиеся после пожара 1769 года. В монастыре находились почитаемые иконы: «Троеручница», написанная на Афоне, и подаренная святителем Феофаном Затворником Казанская икона Божьей Матери.
В Знаменском монастыре хранился прижизненный портрет святителя Тихона Задонского.

### Советская Россия
После революции 1917 года монастырь закрыли, но богослужения продолжались ещё некоторое время, а монахини во главе с игуменьей Антонией не покидали святую обитель.
Островок церковного благолепия просуществовал недолго.
В 1929 году наступил делёж монастырского имущества, монахинь начали выгонять из келий, многие из них были отправлены в тюрьмы, вывезены в лагеря.
Настоятельницу монастыря, отказавшуюся покинуть обитель, зверски замучили.
Территория монастыря стала официально именоваться Рабочим городком.
В годы богоборческого режима постройки монастыря пришли в упадок. Знаменский собор был разрушен в 1937 году.

### Возрождение
К 2004 году сохранились в сильно разрушенном виде лишь несколько келий, монастырские стены и спуск к святому колодцу.
Ни одного храмового здания не уцелело. По решению Священного Синода Русской Православной Церкви Знаменский женский монастырь вновь открыт в 2004 году.
Восстановление поруганной святыни становится делом реальным и осуществимым.
В 2005 году построена часовня над святым источником, в этом же году началось восстановление Знаменского собора.
В январе 2005 года Знаменской обители был передан для совершения службы Спасовский-Христорождественский храм, находящийся на другой стороне Ельчика и хорошо видимый с территории монастыря. Он в короткое время был приведён в надлежащий вид внутри, и сегодня в храме постоянно совершаются богослужения для насельниц монастыря и прихожан.
В 2006 году был выстроен деревянный храм во имя Святителя и Чудотворца Николая и освящён Владыкой Никоном 31 декабря того же года.
Окончена реставрация колокольни, частично восстановлена монастырская ограда, построены новые трапезная и келейный корпуса, выкуплены и приведены в порядок несколько бывших келий. Идёт возрождение славной своей историей и духовными подвигами обители.

## Храмы и часовни

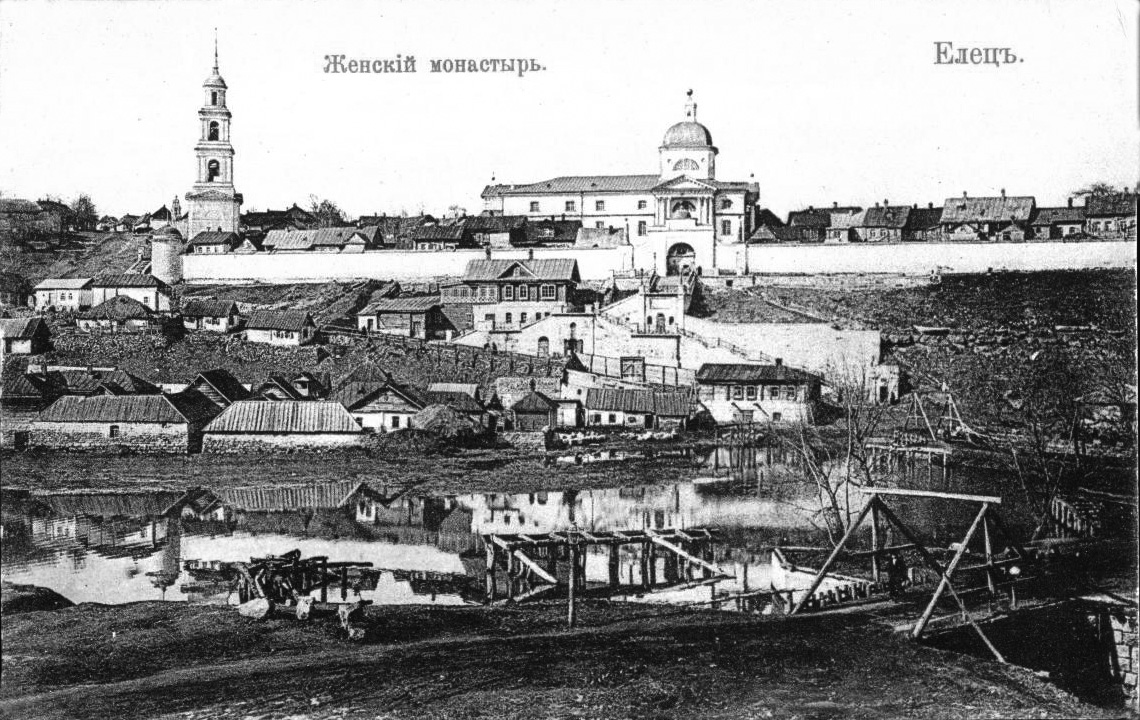
Комплекс Знаменского монастыря на дореволюционной фотографии. В центре — Знаменский собор

- Знаменский собор. Первая каменная церковь монастыря выстроена в 1813 году. В середине 1930-х был закрыт, и начались работы по его разбору для кирпича. С 2005 года начались восстановительные работы, и к 2009 году главный храм обители был полностью восстановлен в своем первозданном виде.
- Христорождественский (Спасовский) храм (Находится не на территории монастыря)
- Церковь Николая Чудотворца. Первый деревянный Никольский храм на Каменной горе был построен в 1657 году. Во время большого пожара 1769 года все монастырские постройки, в том числе Никольский храм, сгорели. Возрождение церкви произошло лишь в 2006 году, когда по проекту елецкого архитектора А.В. Новосельцева заложен деревянный храм. В этом же 2006 году Никольский храм был выстроен и освящён.
- Часовня Иконы Божией Матери Живоносный Источник. Часовня у святого колодца была построена в конце XVIII века. До 1930 года была разрушена. Воссоздание её в прежних формах и размерах началось в 2004 году. В 2005 году окончательно выстроена и освящена.

## Настоятельницы обители
- 1683 — 1697 — игуменья Иулитта
- 1700 — 1701 — игуменья Капитолина
- 1706 — игуменья Вера
- 1751 — 1757 — игуменья Пелагия
- 1764 — игуменья Иулита — Упразднение
- 1772 — 1823 — монахиня Матрона (Солнцева) — Начальница Знаменской общины
- 1823 — 1837 — игуменья Глафира (Таранова) — Восстановление
- 1837 — 1867 — игуменья Павлина (Толстая)
- 1867 — 1889 — игуменья Клеопатра (Головачева)
- 1889 — 1900 — игуменья Валерия (Тарновская)
- 1900 — 1914 — игуменья Рафаила (Бредихина)
- 1914 — 1929 — игуменья Антония I (Криворотова) — Упразднение
- 2004 — 2009 — монахиня Херувима (Гончарова) — Восстановление
- 2009 — 2021 — игуменья Антония II (Поликарова)
- с 2021 — игуменья Аркадия (Енькова)

## Галерея

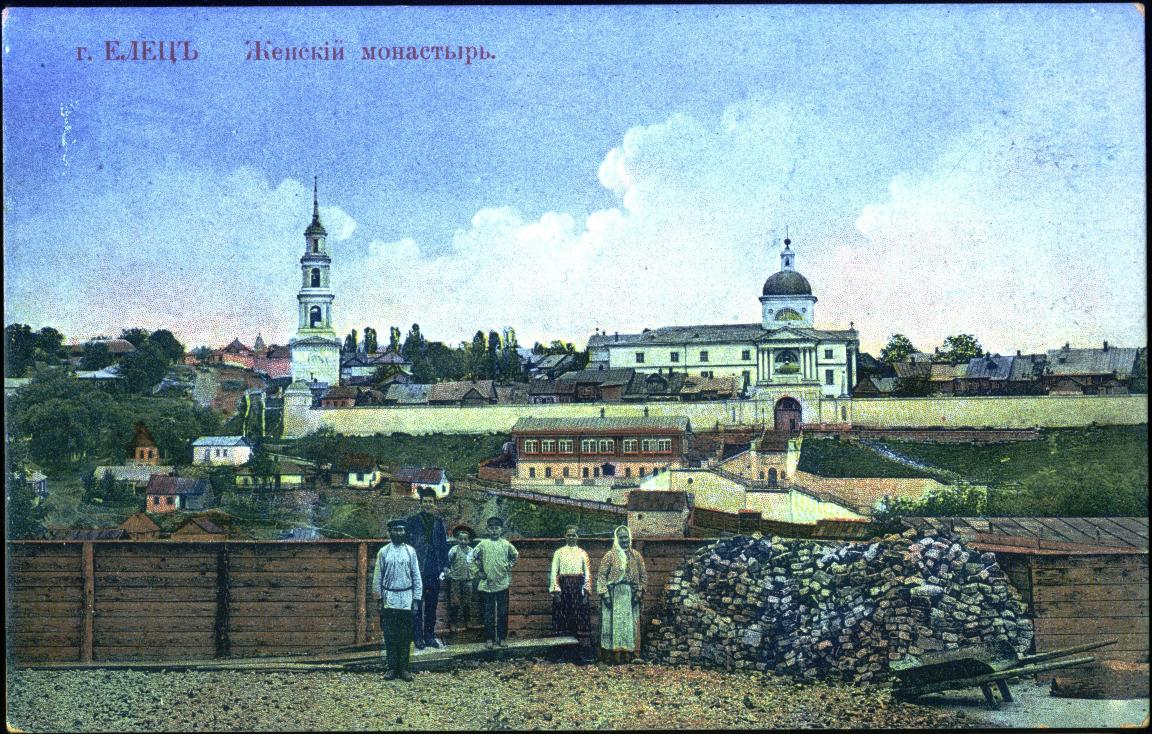
Раскрашенная открытка начала XX века
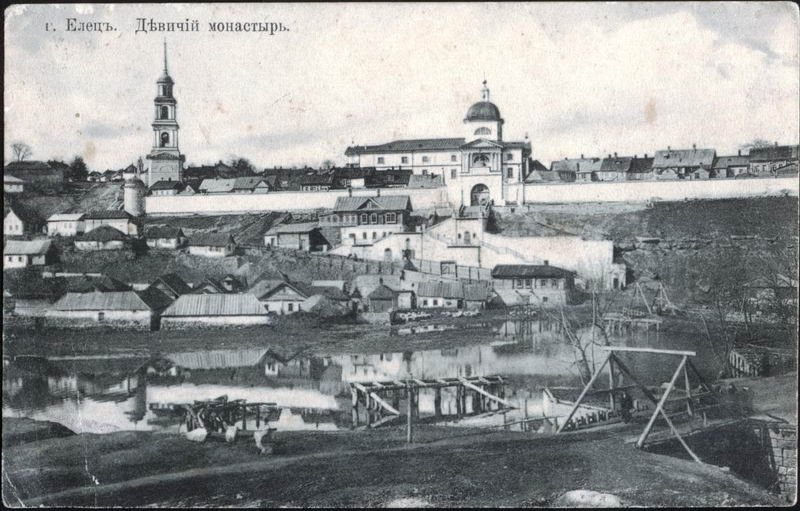
Открытка начала XX века
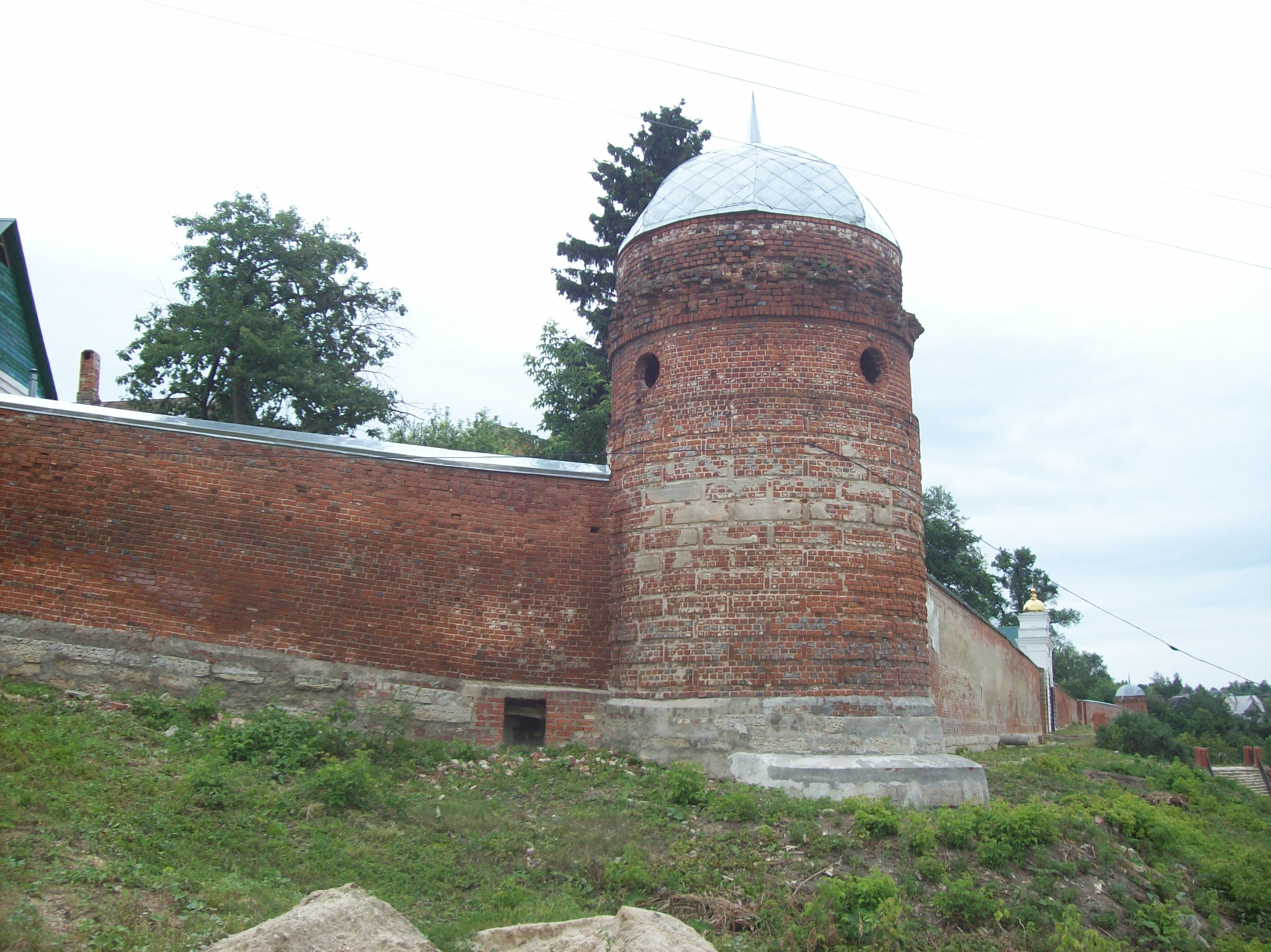
Башня Знаменского монастыря
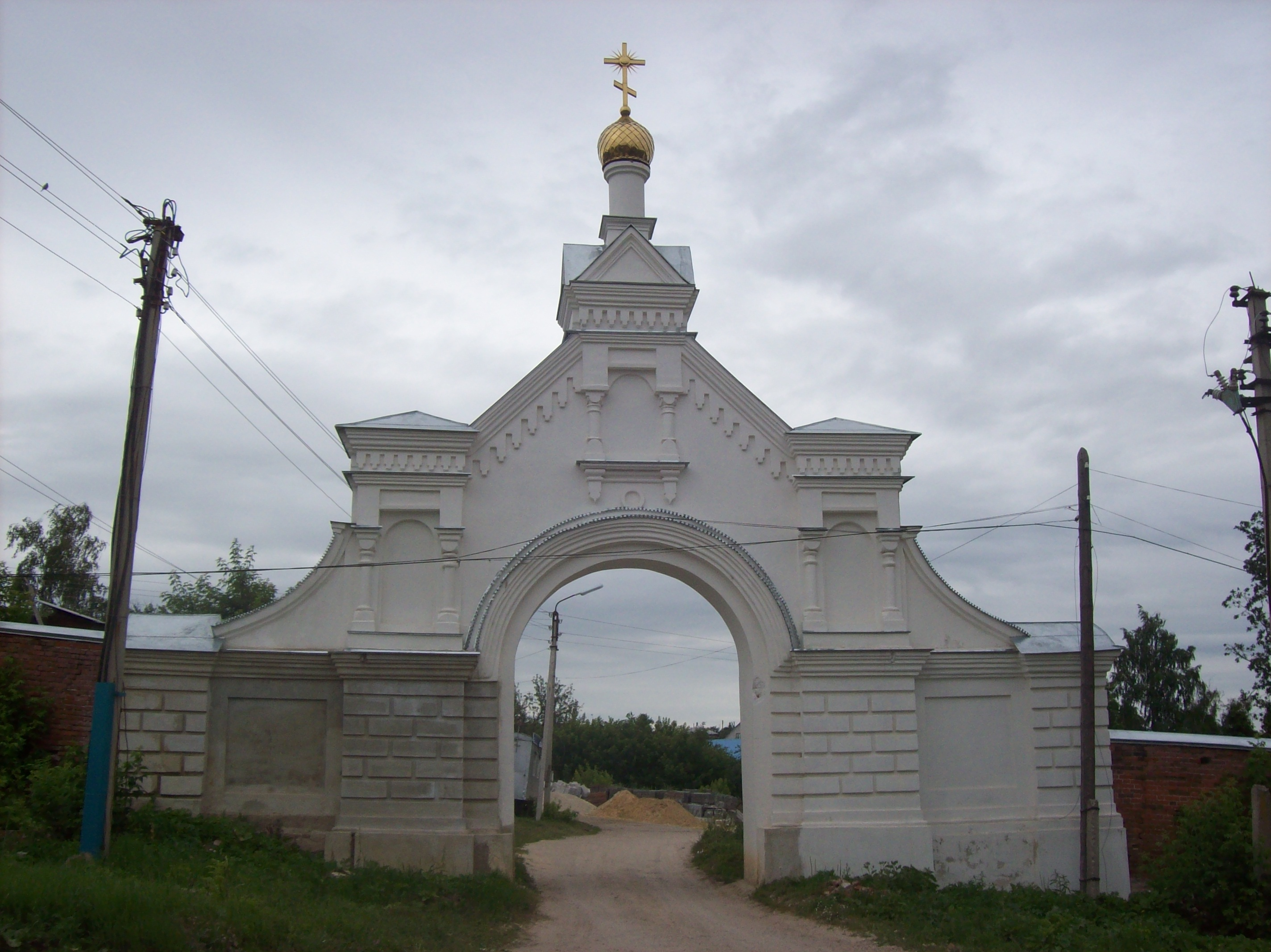
Ворота Знаменского монастыря
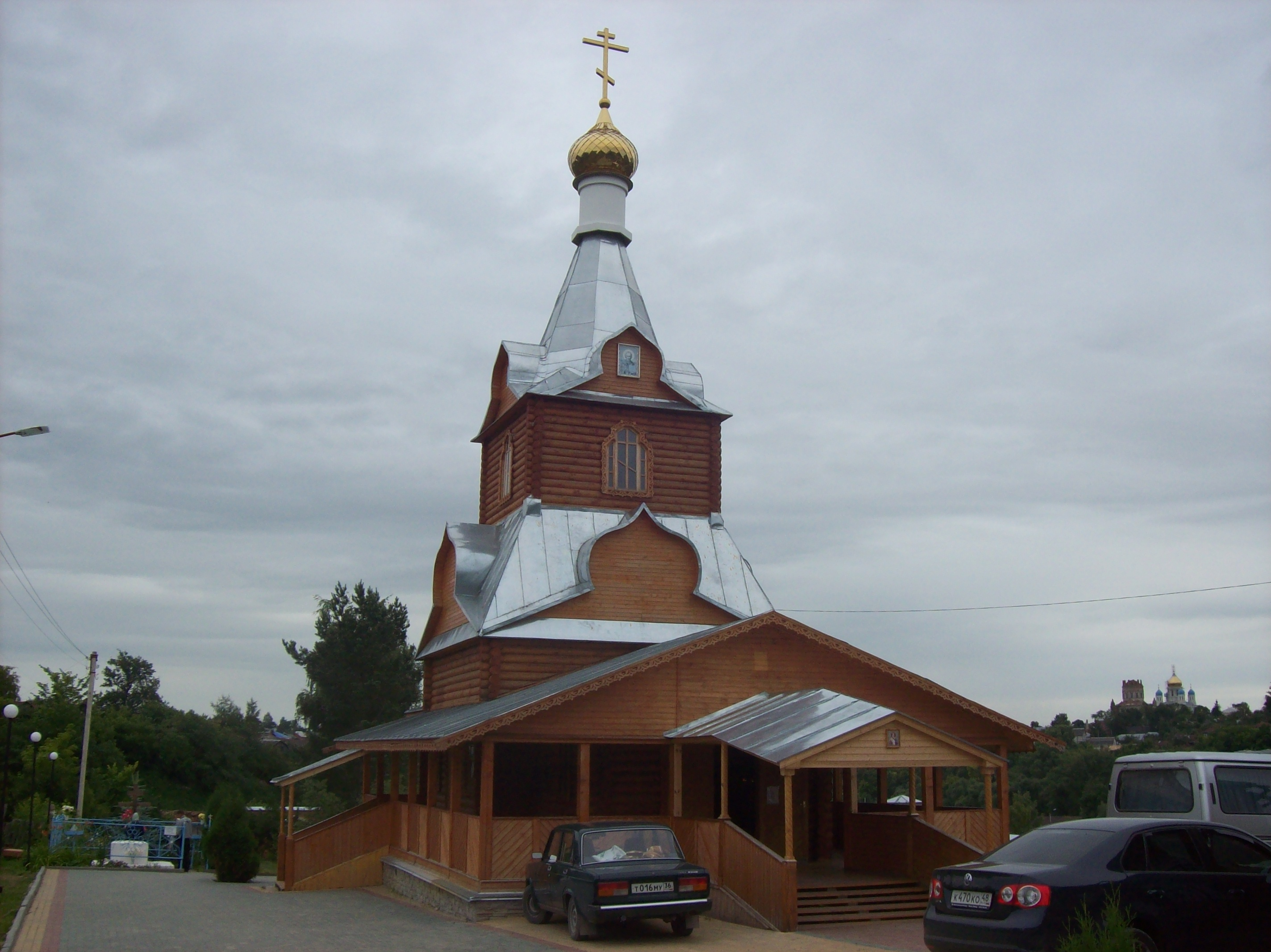
Храм в честь святителя и чудотворца Николая
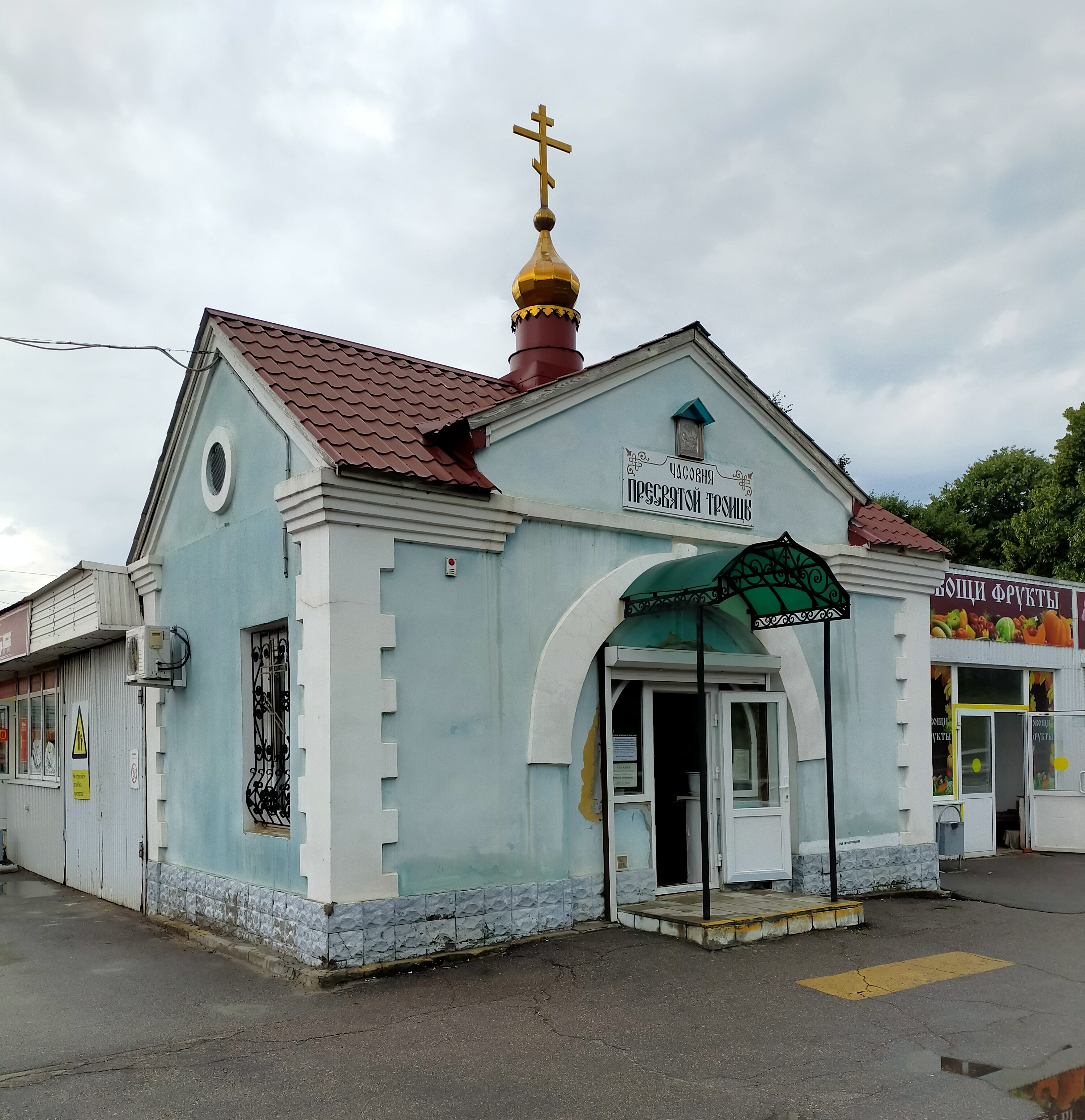
Монастырская часовня на станции Елец